# Jatiya Sangsad
El Jatiya Sangsad, en bengalí: জাতীয় সংসদ Jatiyô Sôngsôd; literalmente Parlamento Nacional, al que a menudo se hace referencia simplemente como el Sangsad o JS y también conocido como la Casa de la Nación, es el órgano legislativo supremo de Bangladés. El actual parlamento de Bangladés cuenta con 350 escaños, incluidos 50 escaños reservados para mujeres, que se distribuyen en función del cargo electo del partido en el parlamento. Los ocupantes electos se llaman miembros del parlamento o diputados. La 11.ª Elección Parlamentaria Nacional se celebró el 30 de diciembre de 2018. Las elecciones se celebran cada cinco años a menos que el parlamento se disuelva antes de esa fecha.
El líder del partido (o alianza de partidos) que tiene la mayoría de los escaños se convierte en el primer ministro de Bangladés, y el jefe de gobierno. El Presidente de Bangladés, el ceremonial Jefe de Estado, es elegido por el Parlamento. Desde las elecciones nacionales de diciembre de 2008, el partido actual es la Liga Awami de Bangladés. Está dirigida por el primer ministro Sheikh Hasina.

## Etimología
La Constitución de Bangladés designa el nombre oficial de la legislatura Jatiya Sangsad (জাতীয় সংসদ) en bengalí y House of the Nation en inglés. El término Sangsad, una palabra bengalí que significa «El Parlamento», deriva de la palabra en sánscrito "Sansad", literalmente la «reunión» o «asamblea». La palabra bengalí Jatiya significa Nacional, de ahí que el nombre Jatiya Sangsad se traduzca como Parlamento Nacional. La legislatura se conoce comúnmente como Parlamento y a menudo se la denomina simplemente Sangsad o JS.
El término "Miembro del Parlamento", en  bengali: সংসদ সদস্য; Sansada sadasya, se refiere tanto a los 300 miembros elegidos como a las 50 mujeres nominadas como miembros del Sangsad. El título casi siempre se acorta al inicialismo «MP» y a menudo se refiere simplemente como Sānsada,  en bengalí: সাংসদ; cuya traducción literal es «el parlamentario». Los diputados tienen derecho a utilizar el prefijo The Honourable.

## Historia
La Asamblea Constituyente de Bangladés se estableció el 10 de abril de 1972 después de la Guerra de Liberación de Bangladés para preparar una constitución democrática y sirvió como su primer parlamento como nación independiente. La asamblea aprobó la constitución el 4 de noviembre de 1972, que entró en vigor el 16 de diciembre y la Asamblea Constituyente se convirtió en el Parlamento Provisional de Bangladés hasta que se celebraron las primeras elecciones en virtud de la nueva constitución en 1973.
Hasta el 10 de julio de 1981, la Asamblea Constituyente y los parlamentos primero y segundo celebraron sus sesiones en el edificio que ahora alberga la Oficina del primer ministro y que a menudo se conoce como el antiguo Sangsad Bhaban  o  «antigua Casa del Parlamento». La ceremonia de apertura de la actual Casa del Parlamento tuvo lugar el 15 de febrero de 1982. La última sesión del segundo parlamento se celebró en la nueva cámara el 15 de febrero de 1982.

## Circunscripciones electorales
El número máximo de miembros del Parlamento previsto en la Constitución de Bangladés es de 350, que se compone de la elección de hasta 300 miembros para representar a 300 circunscripciones parlamentarias y 50 escaños reservados para las mujeres, que se distribuyen en función de la posición de los partidos elegidos en el Parlamento. Las circunscripciones electorales se denominan Nirbācanī ēlākā, en bengalí: নির্বাচনী এলাকা), que puede traducirse literalmente al inglés como «área electoral», aunque la traducción oficial al inglés del término es constituency. El término Nirbācanī ēlākā se utiliza para referirse a una circunscripción electoral en general. Las circunscripciones están dispuestas de manera que coincidan con los distritos administrativos de Bangladés, distribuidos en proporción a su población. El número de socios puede variar de dos a veinte por distrito. Los escaños se indican con el nombre del distrito sufijado por un número (por ejemplo, Panchagarh-1 o Jessore-6). Cada circunscripción está representada por un único miembro del Parlamento y es elegida por el sistema de mayoría simple.

## Membresía
El artículo 66 de la Constitución permite la afiliación a cualquier ciudadano de Bangladés y solo a los ciudadanos mayores de 25 años; la doble nacionalidad es posible para los civiles en Bangladés, pero no para los diputados.
Los miembros son elegidos por votación directa en sus respectivas circunscripciones. Quienquiera que gane la mayoría de los votos, independientemente de la participación o proporción, gana la elección. Los miembros son elegidos por un período de 5 años, y todo el Parlamento se disuelve cinco años después de la toma de posesión. Los miembros pueden ser reelegidos indefinidamente. Pueden ser independientes o estar afiliados a un partido político.
Los miembros no deben haber cumplido una condena de más de dos años de prisión para ser elegibles, a menos que hayan cumplido este período cinco años antes de las elecciones.
El artículo 67 establece que los miembros que se ausenten sin permiso durante 90 días consecutivos perderán su condición de miembros. Cualquier ambigüedad relativa a la composición será resuelta por la Comisión Electoral de Bangladés. Asistir a las sesiones sin ser miembro, incluso si las membresías se cancelaran retrospectivamente, es multado con 1000 taka bangladesí, unos $14, por día, según el Artículo 69.

### Cruce de piso
El Artículo 70 de la Constitución hace ilegal el cruce de pisos. Los miembros que se dedican al cruce de pisos pierden su membresía.
El «cruce de piso» se describe en la Constitución como:
- renuncia del partido político que nominó al miembro,
- votar en contra de la parte nominadora o
- abstenerse de votar, por abstención o ausencia, contra la directiva del partido Whip.

El único caso de cruce del piso en Bangladés fue cuando los miembros mayoritarios M.A. Mannan y Mahi B. Chowdhury desertaron del Partido Nacional de Bangladés para formar un nuevo partido, Bikolpo Dhara. Mahi B. Chowdhury retuvo su escaño bajo el nuevo partido, mientras que Mannan fracasó.

#### Debate sobre la disposición
Como la mayoría de los candidatos son elegidos por el financiamiento, el apoyo y la marca del partido, se considera que la renuncia del partido anula la elección del pueblo. El objetivo principal de prohibir el «cruce de pisos» es impedir que los miembros se unan a otros partidos para obtener ganancias personales. Esto es crucial en las mayorías marginales, en las que unos pocos miembros mayoritarios que votan en contra de la mayoría cambian esencialmente el partido de gobierno en el poder.
La prohibición de «cruzar el piso» impide que los miembros se pronuncien en contra de las malas políticas lanzadas por su partido, lo que se considera perjudicial para la democracia parlamentaria, ya que obliga a los miembros a ponerse de acuerdo con los líderes de su partido, independientemente de sus propias opiniones o de las opiniones de sus electores.

### Doble afiliación
El artículo 71 de la Constitución permite que las personas elegibles sean candidatas en más de una circunscripción. Sin embargo, si son elegidas de entre varios escaños, el miembro debe destituir a todos menos a uno.
Suele ser la costumbre de los políticos prominentes, especialmente de los líderes de los partidos.
Durante las últimas elecciones, Sheikh Hasina, líder de la Liga Awami, Zillur Rahman, prominente figura de la Liga Awami, más tarde Presidente de Bangladés, Khaleda Zia, líder del PNB, y H M Ershad, líder del Partido Jatiya, fueron candidatos en el mayor número posible de circunscripciones.

## Poderes y derechos
El Presidente de Bangladés debe nombrar un gabinete con el primer ministro y otros ministros de entre los miembros. El primer ministro debe ser un parlamentario, al igual que al menos el 90 % de los Ministros. El Presidente debe nombrar un primer ministro que, en su opinión, goce de la confianza de la mayoría de la Cámara. El gabinete sigue siendo responsable ante el Parlamento.
El Presidente de Bangladés es elegido por el Parlamento a través de una votación abierta. Como resultado, el partido de la oposición rara vez nomina a un candidato y el candidato del partido gobernante es incuestionable. El actual presidente Abdul Hamid y los anteriores presidentes Zillur Rahman, Iajuddin Ahmed, A. Q. M. Badruddoza Chowdhury y Shahabuddin Ahmed fueron elegidos sin oposición. El Parlamento también puede impugnar al Presidente por una mayoría de dos tercios.
El Parlamento puede constituir las comisiones parlamentarias permanentes que considere oportunas para examinar los proyectos de ley, revisar el cumplimiento de la ley y cualquier otro asunto de importancia pública. El poder de facto de las comisiones siempre ha sido nominal; el poder de jure también es ambiguo, especialmente después de que el Tribunal Supremo dictaminara que no era responsable de las citaciones de las comisiones parlamentarias.
El Parlamento es generalmente considerado como un cuerpo de rubber stamp, ya que los diputados no pueden cruzar la palabra, tener libertad de voto o aprobar mociones de censura debido al artículo 70 de la Constitución de Bangladés. Politólogos, jueces de la Corte Suprema, intelectuales públicos, periódicos y periodistas, activistas de los derechos civiles y miembros del parlamento han exigido la reforma del artículo. Los críticos argumentan que el artículo 70 pisotea la libertad de expresión y la libertad de conciencia en el parlamento, en violación de los derechos fundamentales de la Constitución. Además, limita significativamente los controles y equilibrios sobre el poder del primer ministro, ya que hay pocos medios por los que pueda ser legalmente destituido.
El artículo 78 de la Constitución establece la inmunidad para los discursos, las acciones y los votos de los miembros realizados en las sesiones parlamentarias, y los miembros no son responsables de tales acciones ante el tribunal. El propio parlamento está investido de la facultad de indemnizar a cualquier persona al servicio de la nación en virtud del artículo 46. Esto permitió que el 2.º parlamento en 1979 ratificara la Ordenanza de Indemnización que proporcionó indemnización a los asesinos de Sheikh Mujib.

## Resultados de las elecciones parlamentarias del pasado
| Legislatura             | Mayoría                           | Líder de la Casa         | Oposición                         | Líder de la Oposición   |
| ----------------------- | --------------------------------- | ------------------------ | --------------------------------- | ----------------------- |
| Primer Parlamento       | Liga Awami de Bangladés           | Sheikh Mujibur Rahman    | Ninguna                           | Ninguno                 |
| Segundo Parlamento      | Partido Nacionalista de Bangladés | Shah Azizur Rahman       | Liga Awami de Bangladés           | Asaduzzaman Khan        |
| Tercer Parlamento       | Partido Jatiya (Ershad)           | Mizanur Rahman Chowdhury | Liga Awami de Bangladés           | Sheikh Hasina           |
| Cuarto Parlamento       | Partido Jatiya (Ershad)           | Kazi Zafar Ahmed         | Oposición de coalición            | A. S. M. Abdur Rab      |
| Quinto Parlamento       | Partido Nacionalista de Bangladés | Khaleda Zia              | Liga Awami de Bangladés           | Sheikh Hasina           |
| Sexto Parlamento        | Partido Nacionalista de Bangladés | Khaleda Zia              | Ninguna                           | Ninguno                 |
| Séptimo Parlamento      | Liga Awami de Bangladés           | Sheikh Hasina            | Partido Nacionalista de Bangladés | Khaleda Zia             |
| Octavo Parlamento       | Partido Nacionalista de Bangladés | Khaleda Zia              | Liga Awami de Bangladés           | Sheikh Hasina           |
| Noveno Parlamento       | Liga Awami de Bangladés           | Sheikh Hasina            | Partido Nacionalista de Bangladés | Khaleda Zia             |
| Décimo Parlamento       | Liga Awami de Bangladés           | Sheikh Hasina            | Partido Jatiya (Ershad)           | Rowshan Ershad          |
| Decimoprimer Parlamento | Liga Awami de Bangladés           | Sheikh Hasina            | Partido Jatiya (Ershad)           | Hussain Muhammad Ershad |

## Organización

### Grupos parlamentarios
Los grupos parlamentarios de la Jatiya Sangsad son grupos de diputados organizados por un partido político o coalición de partidos. El liderazgo de cada grupo consiste en un líder parlamentario del partido, un vicelíder, látigos y un comité de trabajo parlamentario. El tamaño de un grupo determina el alcance de su representación en las comisiones legislativas, el tiempo asignado para hablar, el número de presidentes de comisión que puede ocupar y su representación en los órganos ejecutivos del parlamento.
- Composición actual
  - Coalición de gobierno
    - El puesto lo ocupa normalmente el primer ministro de Bangladés.
    - Vicepresidente de la Cámara de Representantes.
    - Jefe de látigo
    - Seis látigos.

  - Oposición Oficial
    - Líder de la Oposición
    - Subjefe de la oposición.
    - Jefe de la oposición.

### Órganos ejecutivos
Los órganos ejecutivos del Parlamento incluyen al Presidente de la Jatiya Sangsad, la Comisión de la Cámara de Representantes y la Secretaría del Parlamento. El Comité de la Cámara de Representantes está integrado por el presidente del Parlamento, el vicepresidente y los látigos. Cada uno de los principales partidos políticos nombra a un látigo que es responsable de la disciplina y el comportamiento del partido en el piso de la casa. El Comité es el centro de coordinación, que determina el programa legislativo diario y asigna los presidentes de los comités sobre la base de la representación de los grupos parlamentarios. La Secretaría del Parlamento, encabezada por un Secretario Superior, se encarga de todas sus tareas administrativas, incluidas las de oficina, radiodifusión e información.
- Composición actual:
  - Portavoz de la Jatiya Sangsad
  - Vicepresidenta de la Cámara de Representantes de Jatiya Sangsad
  - Comité de la Cámara
  - Secretaría del Parlamento

### Comités
La mayor parte del trabajo legislativo en el Parlamento se realiza en las comisiones permanentes, que en gran medida no han cambiado a lo largo de un período legislativo. El Parlamento tiene una serie de comisiones, con un pequeño número de diputados designados para tratar temas o cuestiones particulares. Las Comisiones de Ministerio (CdM) son comisiones que se establecen en el reglamento del Parlamento. El número de Comités de Ministerio se aproxima al número de Ministerios de Bangladés, y los títulos de cada uno son aproximadamente similares (por ejemplo, defensa, agricultura y trabajo).  Hay, a partir del décimo Parlamento actual, 50 comisiones permanentes. La distribución de los presidentes de las comisiones y la composición de cada una de ellas reflejan la fuerza relativa de los distintos grupos parlamentarios de la Cámara.
- Comités actuales:
  - Comité de Previsiones
  - Comité de Garantías Gubernamentales
  - Comité Permanente de Cuentas Públicas
  - Comité de Biblioteca
  - Comisión de Peticiones
  - Comité de Proyectos de Ley y Resoluciones de los Socios Privados
  - Comité Permanente de Privilegios
  - Comité de la Cámara
  - Comité de Asesoría de Negocios
  - Comité Permanente del Reglamento Interno
  - Comité de Empresas Públicas
  - 39 Comités de Ministerio (CdM)

## Estructura

### Casa del Parlamento
El parlamento se encuentra en el Jatiya Sangsad Bhaban (জাতীয় সংসদ ভবন Jatiyô Sôngsôd Bhôbôn), ubicado en Sher-e-Bangla Nagar en la capital de Bangladés, Daca. Diseñado por el arquitecto estadounidense Louis Kahn, el edificio es uno de los mayores complejos legislativos del mundo, con una superficie de 800 000 m². y ha diseñado todo el complejo de Jatiya Sangsad, que incluye césped, lago y residencias para los diputados. El edificio principal, que se encuentra en el centro del complejo, está dividido en tres partes: la Plaza Principal, la Plaza Sur y la Plaza Presidencial.

### Biblioteca Sangsad
La Biblioteca Sangsad o Biblioteca del Parlamento afirma ser la biblioteca más completa de Bangladés, con más de 85.000 libros y muchos más informes, debates parlamentarios, boletines oficiales, revistas y periódicos. La biblioteca se encuentra en Sangsad Bhaban en Sher e Bangla Nagar, Daca. La Biblioteca fue establecida en 1972, después de la formación inmediata de la Asamblea Constituyente de Bangladés para apoyar a los legisladores y a su personal. La Biblioteca es administrada por el Bibliotecario Parlamentario, un oficial estatutario responsable del control y la gestión de la instalación, que informa al Vicepresidente y al Comité de la Biblioteca. Aunque la Biblioteca está abierta al público, solo los miembros actuales y antiguos del Parlamento, el personal de la secretaría y los investigadores autorizados pueden sacar libros y materiales.

### Sangsad Televisión
La Sangsad Bangladesh Television, conocida públicamente como Sangsad TV, es un canal de televisión digital en Bangladés. Difunde la actividad parlamentaria tras su creación en virtud de la Ley de radiodifusión de 2011. Antes de la creación del Sangsad TV, la programación del Sangsad fue producida por el Ministerio de Información y retransmitida en su Televisión de Bangladés.